# Uno von Troil
Uno von Troil (Stoccolma, 24 febbraio 1746 – Sätra brunn, 27 luglio 1803) è stato un arcivescovo luterano svedese, Arcivescovo di Uppsala dal 1786 al 1803.
Di precoce intelligenza, dopo aver studiato e viaggiato all'estero (nei Paesi Bassi, in Islanda e a Gottinga), tornò in patria e fu ordinato prete nel 1773. Nel 1775 divenne cappellano di corte. Si sposò nel 1776 e nel 1778 divenne vicario della chiesa di Storkyrkan, a Stoccolma, prima di divenire vescovo di Linköping, nel 1780.
Fu ordinato Arcivescovo di Uppsala nel 1786, a soli 40 anni. Fu anche rappresentante del clero al Riksdag fino alla sua morte e membro di molte società scientifiche, oltre che filantropo.

## Successione apostolica
- Papa Clemente VII
- Vescovo Petrus Magni
- Arcivescovo Laurentius Petri
- Vescovo J.J. Vestrogothus
- Vescovo Petrus Benedicti
- Arcivescovo Abraham Angermannus
- Arcivescovo Petrus Kenicius
- Arcivescovo Olaus Martini
- Arcivescovo Laurentius Paulinus Gothus
- Vescovo Jonas Magni
- Arcivescovo Johannes Canuti Lenaeus
- Arcivescovo Johan Baazius il Giovane
- Arcivescovo Olov Svebilius
- Arcivescovo Erik Benzelius il vecchio
- Vescovo Jesper Svedberg
- Arcivescovo Johannes Steuchius
- Arcivescovo Karl Fredrik Mennander
- Arcivescovo Uno von Troil